# 热辣公济
热辣公济，西夏大臣，党项族。
夏仁宗时，热辣公济官至御史大夫。性情耿直，有风采。天盛元年（1149年）七月，因权臣西平都统军任得敬上表请求让自己入朝，他上章谏止，以免任得敬入朝干政。天盛二年七月，出使金朝贺完颜亮即位。天盛十二年（1160年）三月，任得敬进爵楚王后，出入的礼仪与夏国皇帝相等，热辣公济上疏弹劾。天盛二十一年（1169年）二月，再次弹劾任得敬专擅弄权，请将他罢斥。任得敬获知，想要借口事端将热辣公济诛杀。仁宗恐怕热辣公济为任得敬所害，令热辣公济致任。